# Вендел (1997)
Ма́ркус Венде́л Ва́ле да Си́лва (порт.-браз. Marcus Wendel Valle da Silva; 28 августа 1997, Дуки-ди-Кашиас, Бразилия), известный как Венде́л (порт.-браз. Wendel) — бразильский футболист, полузащитник российского клуба «Зенит».

## Карьера

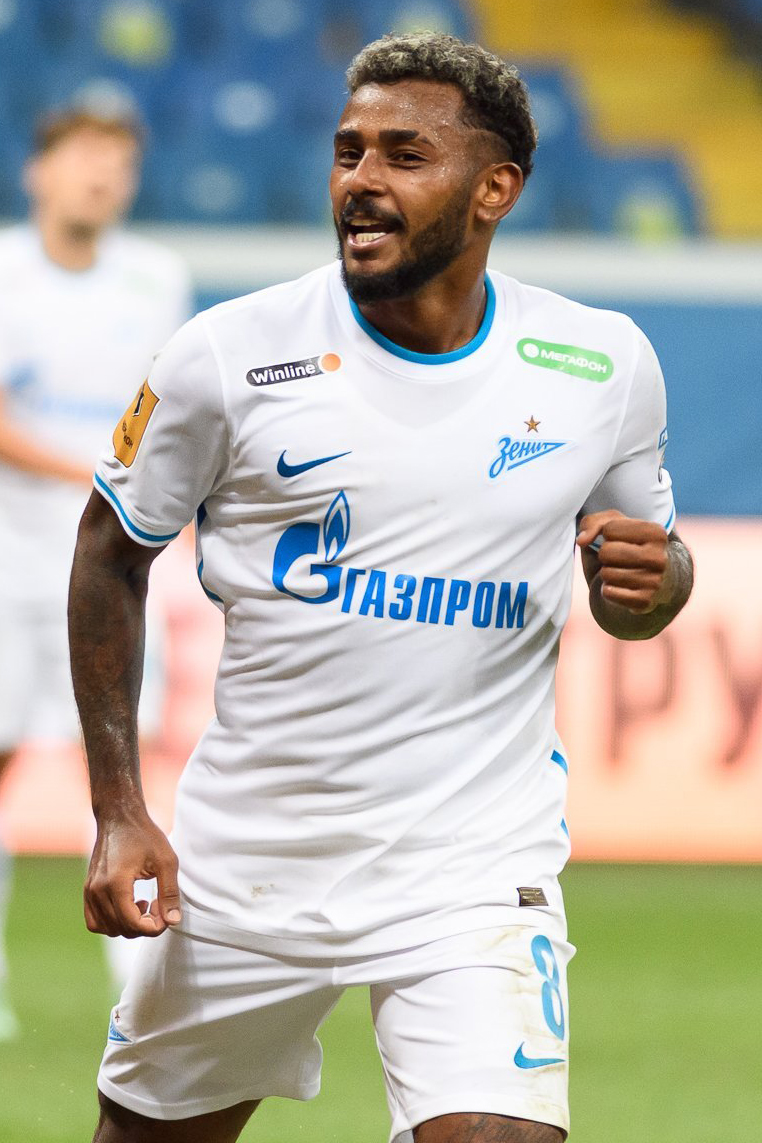
Вендел в составе «Зенита»

### «Флуминенсе»
Начал карьеру в клубе «Тигрес ду Бразил», после чего в 2015 году перешёл в «Флуминенсе». Дебютировал в чемпионате Бразилии 14 мая 2017 года в матче против «Сантоса». Первый гол в чемпионате забил 18 июня 2017 года в игре против Фламенго. Всего в сезоне Серии A 2017 года Вендел провёл 33 матча и забил 5 голов.

### «Спортинг»
6 января 2018 года игрок перешёл в португальский клуб «Спортинг» из Лиссабона. Контракт с футболистом был заключён на срок пять с половиной лет, сумма трансфера составила 7.5 млн евро. 18 марта 2018 года Вендел сыграл первый матч в чемпионате Португалии за новый клуб, выйдя на замену в конце второго тайма игры домашней игры «Спортинга» против Риу Аве. Всего до конца сезона бразилец отыграл 4 матча в чемпионате.
В сезоне 2020/21 провёл за «Спортинг» только один матч (второго тура против «Пасуш де Феррейры»), после чего уехал в «Зенит». При этом формально стал чемпионом Португалии, в связи с чем получил от лиссабонского клуба золотую медаль.

### «Зенит»
6 октября 2020 года стал игроком «Зенита». Представители лиссабонского клуба сообщили, что получили за переход игрока 20,3 миллиона евро плюс 4 млн евро бонусов. Соглашение рассчитано на пять лет.
17 марта 2021 года впервые забил за «Зенит», оформив дубль в ворота ЦСКА. Заняв вместе с командой первое место в чемпионате, Вендел таким образом выиграл два чемпионства за один сезон — в Португалии и в России.
11 сентября 2022 года оформил хет-трик в матче чемпионата против «Оренбурга», завершившемся рекордно крупной победой петербуржцев со счётом 8:0.
23 августа 2024 года продлил контракт с «Зенитом» до конца сезона 2027/28, с возможностью продления ещё на один сезон.
20 января 2025 года «Зенит» и «Ботафого» достигли соглашения о переходе Вендела в бразильский клуб с 1 июля. Однако 21 мая «Ботафого» объявил о расторжении трансферного соглашения с «Зенитом» по геополитическим причинам, при этом СМИ указывали в качестве причины срыва трансфера финансовые проблемы бразильского клуба.

## Клубная статистика
| Выступление         | Выступление      | Выступление      | Лига | Лига | Кубки | Кубки | Международные | Международные | Прочие | Прочие | Итого | Итого |
| Клуб                | Лига             | Сезон            | Игры | Голы | Игры  | Голы  | Игры          | Голы          | Игры   | Голы   | Игры  | Голы  |
| ------------------- | ---------------- | ---------------- | ---- | ---- | ----- | ----- | ------------- | ------------- | ------ | ------ | ----- | ----- |
| Флуминенсе          | Серия А          | 2017             | 33   | 5    | 5     | 0     | 8             | 1             | 10     | 1      | 56    | 7     |
| Флуминенсе          | Итого            | Итого            | 33   | 5    | 5     | 0     | 8             | 1             | 10     | 1      | 56    | 7     |
| Спортинг (Лиссабон) | Примейра         | 2017/18          | 4    | 0    | 0     | 0     | 0             | 0             | 0      | 0      | 4     | 0     |
| Спортинг (Лиссабон) | Примейра         | 2018/19          | 21   | 1    | 9     | 2     | 3             | 0             | 0      | 0      | 33    | 3     |
| Спортинг (Лиссабон) | Примейра         | 2019/20          | 28   | 3    | 4     | 0     | 6             | 0             | 1      | 0      | 39    | 3     |
| Спортинг (Лиссабон) | Примейра         | 2020/21          | 1    | 0    | 0     | 0     | 2             | 0             | 0      | 0      | 3     | 0     |
| Спортинг (Лиссабон) | Итого            | Итого            | 54   | 4    | 13    | 2     | 11            | 0             | 1      | 0      | 79    | 6     |
| Зенит (СПб)         | Премьер-лига     | 2020/21          | 15   | 2    | 1     | 0     | 4             | 0             | 0      | 0      | 20    | 2     |
| Зенит (СПб)         | Премьер-лига     | 2021/22          | 25   | 3    | 1     | 0     | 8             | 1             | 1      | 0      | 35    | 4     |
| Зенит (СПб)         | Премьер-лига     | 2022/23          | 25   | 8    | 7     | 0     | —             | —             | 1      | 1      | 33    | 9     |
| Зенит (СПб)         | Премьер-лига     | 2023/24          | 27   | 4    | 8     | 0     | —             | —             | 0      | 0      | 35    | 4     |
| Зенит (СПб)         | Премьер-лига     | 2024/25          | 15   | 1    | 3     | 0     | —             | —             | 1      | 1      | 19    | 2     |
| Зенит (СПб)         | Итого            | Итого            | 107  | 18   | 20    | 0     | 12            | 1             | 3      | 2      | 142   | 21    |
| Всего за карьеру    | Всего за карьеру | Всего за карьеру | 194  | 27   | 38    | 2     | 31            | 2             | 14     | 3      | 277   | 34    |

## Достижения

### Командные
«Флуминенсе»
- Обладатель Кубка Гуанабара: 2017

«Спортинг»
- Чемпион Португалии: 2020/21[15]
- Обладатель Кубка Португалии: 2018/19
- Обладатель Кубка португальской лиги: 2018/19

«Зенит»
- Чемпион России (4): 2020/21, 2021/22, 2022/23, 2023/24
- Обладатель Кубка России: 2023/24
- Обладатель Суперкубка России (3): 2021, 2022, 2024

### Личные
- В списке 33 лучших футболистов чемпионата России (3): № 1 — 1 раз: 2023/2024; № 2 — 1 раз: 2022/23; № 3 — 1 раз: 2020/21